# Platylomaspis serratus
Platylomaspis serratus è un pesce agnato estinto, appartenente ai galeaspidi. Visse nel Siluriano inferiore (circa 438 - 434 milioni di anni fa) e i suoi resti fossili sono stati ritrovati in Cina.

## Descrizione
Questo pesce era di dimensioni medio-piccole: lo scudo cefalico era lungo circa 7-8 centimetri (processo rostrale escluso) e ampio circa 6-7 centimetri. Come tutti i galeaspidi, Platylomaspis era dotato di un'apertura mediana che si apriva dorsalmente nello scudo cefalico; in Platylomaspis l'apertura era a forma di ovale allungato in senso trasversale. Il processo rostrale era a forma di bastone, ma la caratteristica principale di questo animale era data dall'estremo appiattimento della parte esterna dello scudo cefalico, che rendeva Platylomaspis molto simile a un'odierna torpedine. Questa parte di scudo circondava una finestra oralobranchiale a forma di pera. La finestra orale anteriore era piccola e quasi triangolare, mentre la finestra branchiale posteriore era grande e quasi circolare. L'ornamentazione era composta da tubercoli grossolanamente granulari. Il margine laterale dello scudo, inoltre, era seghettato.

## Classificazione
Platylomaspis fa parte di una particolare famiglia di galeaspidi, i Gumuaspididae, caratterizzata da scudi cefalici eccezionalmente larghi e appiattiti nella parte esterna. Platylomaspis serratus venne descritto per la prima volta nel 2018, sulla base di resti fossili rinvenuti nella contea di Kalpin, nella regione autonoma dello Xinjiang in Cina, in terreni risalenti al Siluriano inferiore.

## Paleoecologia
Platylomaspis doveva essere un animale che viveva nel fondale, probabilmente infossato nella sabbia. L'apertura mediana serviva probabilmente a immettere acqua nel corpo, dove poi veniva usata per la respirazione ed espulsa dalle branchie poste nella parte inferiore del corpo. Un sistema analogo si riscontra nelle torpedini e razze attuali.